# Список латинських скорочень
Нижче наведено список скорочень, запозичених з латинської мови.
- AD (лат. anno Domini) — у літо Господнє (на рік від Різдва Христового, в рік н. е.).
- a.m. (лат. ante meridiem) — до полудня.
- a.u.c. (лат. actum ut supra) — «чини, як вище (раніше вказано)», — формула, вживана в збірниках античних і середньовічних законів.
- a d. (лат. a dato) — фінанс. «з дня підпису».
- a.f. (лат. anni futuri) — «майбутнього року».
- e.g. (лат. exempli gratia) — як приклад.
- et al. (лат. et alii, alii множ. від лат. alius — інший) — вживають у наукових статтях і в найменуваннях таксонів, означає «та інші» (автори, колеги тощо). Наприклад: «До винахідників радіо часто відносять Попова, Марконі ET AL.».
- etc. (лат. et cetera, архаїчні форми &c. і &/c.) — означає «та інше», «тощо», «і так далі».
- i.e. (лат. id est) — «тобто».
- ibid. (лат. ibidem) — «те ж місце», «там-таки» — термін, який використовують у науковій бібліографії і який позначає, що посилання на цей (де використовують термін) об'єкт те ж, що було й у попередньому цитуванні.
- INRI (лат. Iesus Nazareus Rex Iudaeorum) — «Ісус з Назарету, Цар Юдейський» — напис на хресті, на якому був розіпнутий Ісус Христос.
- L.b.s. (лат. Lectori benevolo salutem) — «Привіт прихильному читачеві».
- N.B. (лат. nota bene) — «зверни увагу». Ставлять на берегах книги для виділення важливої інформації.
- N.N. (лат. nomen nominandum) — «певна особа». Ставлять як підпис у випадку, якщо автор невідомий.
- P.S. (лат. post scriptum) — «після написаного», «післямова».
- p.m. (лат. post meridiem) — після полудня.
- Q.E.D. (лат. quod erat demonstrandum) — що й потрібно було довести.
- R.I.P. (лат. requiescat in pace) — «хай спочине з миром».
- S·T·T·L (лат. sit tibi terra levis) — «нехай земля тобі буде пухом». Римляни використовували цей вислів як епітафію.
- vice versa — навпаки, назад, протилежно.
- viz. (лат. videlicet) — «а саме, тобто».
- vs чи v. (лат. versus) — «проти».